# 天正 (蕭紀)
天正（てんせい）は、五胡十六国時代、南北朝時代の梁において武陵王蕭紀が使用した元号である。552年 - 553年。
『資治通鑑』に侯景の乱に際し蕭紀が救援に出兵せず、蕭衍の死後、四川において即位し、天正と建元したと記録されている。

## 西暦・干支との対照表
| 天正 | 元年  | 2年   |
| 西暦 | 552年 | 553年 |
| 干支 | 壬申  | 癸酉  |